# رازفان مارين
رازفان مارين (بالرومانية: Răzvan Marin)‏ هو لاعب كرة قدم روماني في مركز الوسط، ولد في 23 مايو 1996 في بوخارست في رومانيا. شارك مع منتخب رومانيا تحت 17 سنة لكرة القدم ومنتخب رومانيا تحت 19 سنة لكرة القدم ومنتخب رومانيا تحت 21 سنة لكرة القدم ومنتخب رومانيا لكرة القدم. أما مع النوادي، فقد لعب مع أياكس أمستردام وستاندارد لييج ونادي فيتورول كونستانتا ونادي كالياري.

## وصلات خارجية
- رازفان مارين على موقع الاتحاد الدولي (مؤرشف)  (الإنجليزية)
- رازفان مارين على موقع الاتحاد الأوربي (الإنجليزية)
- رازفان مارين على موقع قاعدة بيانات كرة القدم.إي يو (الإنجليزية)
- رازفان مارين على موقع ناشيونال فوتبول تيمز (الإنجليزية)
- رازفان مارين على موقع Soccerway.com (الإنجليزية)
- رازفان مارين على موقع عالم كرة القدم.نت (الإنجليزية)